# Anita Välkki
Anita Välkki   (Sääksmäki, 25 d'octubre de 1926 - Hèlsinki, 27 d'abril de 2011) va ser una soprano dramàtica finlandesa que va tenir una carrera internacional en papers importants en els principals teatres d'òpera.

## Formació i carrera professional
Va néixer a Sääksmäki i es va formar a Hèlsinki, on va començar la seva carrera com a actriu i cantant en operetes el 1952. El 1954 va fer un concert a Hèlsinki, que va on el seu èxit va fer que fos convidada a unir-se a l'Òpera Nacional de Finlàndia. El 1960 la seva carrera internacional va començar quan va aparèixer com a Brünnhilde a Die Walküre de Wagner a la Royal Swedish Opera. Va debutar a la Royal Opera House de Londres amb el mateix paper el 1961 i a la Metropolitan Opera de Nova York el 1962. També va aparèixer al Met com a Turandot de Puccini, el seu paper d'òpera més representat a l'escenari, així com els papers més importants en les òperes de Wagner Der fliegende Holländer, Tannhäuser i Parsifal. Välkki es va presentar al Festival de Bayreuth com a Brünnhilde el 1963-1964, i la seva carrera també la va portar a Ciutat de Mèxic, Viena i Filadèlfia en papers com Aida de Verdi i Santuzza a Cavalleria rusticana de Mascagni. Elogiada per la seva veu forta i clara i la seva habilitat dramàtica, Välkki també va aparèixer en òperes finlandeses, interpretant el paper de l'esposa del comerciant a Ratsumies d'Aulis Sallinen al Savonlinna Opera Festival el 1975 i cantant a Juha de Aarre Merikanto a Hèlsinki el 1986.
Anita Välkki va decidir continuar la seva carrera de cantant a la seva Finlàndia natal des de principis dels anys 70, tot i tenir ofertes de l'estranger. Després d'acabar la seva carrera de cant a principis dels anys vuitanta, Anita Välkki va ser convidada a ensenyar cant a l'Acadèmia Sibelius de Hèlsinki el 1982 i va tenir una carrera molt important com a professora de cant durant dècades. Va morir a Helsinki, amb 84 anys.